# Košiše
Košiše – wieś w Słowenii, w gminie Kamnik. W 2018 roku liczyła 173 mieszkańców.